# (22898) Falce
(22898) Falce est un astéroïde de la ceinture principale.

## Description
(22898) Falce est un astéroïde de la ceinture principale. Il fut découvert le 10 octobre 1999 à Gnosca par Stefano Sposetti. Il présente une orbite caractérisée par un demi-grand axe de 2,98 UA, une excentricité de 0,14 et une inclinaison de 10,4° par rapport à l'écliptique.

## Compléments